# Пожари (Новосокольницький район)
Пожари (рос. Пожары) — присілок в Новосокольницькому районі Псковської області Російської Федерації.
Населення становить 3 особи. Входить до складу муніципального утворення Пригородная волость.

## Історія
Від 2015 року входить до складу муніципального утворення Пригородная волость.

## Населення
| 2001 | 2002 | 2010 |
| ---- | ---- | ---- |
| 13   | →13  | ↘3   |